# Monique Stoop
Monique Stoop is een Belgische (restauratie)architect en docent.

## Studies en loopbaan
In 1973 studeerde Monique Stoop af als architect aan het Hoger Architectuurinstituut Sint-Lucas in Gent. Om zich verder te specialiseren in renovatie- en restauratieprojecten behaalde ze haar licentie in architectuurwetenschappen in het Centrum Raymond Lemaire. Aanvullend volgde ze in het Europacollege in Brugge ook cursussen in renovatie, restauratie en herbestemming.
Monique Stoop was zaakvoerder en architect van haar bureau Stoop Architecten dat gevestigd was in Gent. Het bureau legde zich in grote mate toe op restauratieopdrachten. Ontwerper Maarten Van Severen startte in 1983 zijn stage bij Monique Stoop en werkte vervolgens 4 à 5 jaar op het bureau, een periode waarin hij meubels en interieurs voor haar tekende. Zo werkte Van Severen mee aan het ontwerp voor de inrichting van de stadbibliotheek van Oudenaarde in het voormalige Vleeshuis. Van 1985 tot 1986 liep ook ontwerper Vincent Van Duysen stage bij Monique Stoop.
Monique Stoop ging ook samenwerkingen aan. Doorheen haar loopbaan werkte ze vaak nauw samen met architect Philippe Pauwels, onder andere voor de restauratie van het Begijnhof in Kortrijk, de restauratie van de kerk van Berchem-Kluisbergen en voor de restauratie van de Sint-Amandus kerk in Kwaremont.
Een groot project uit de loopbaan van Monique Stoop als restauratiearchitect is haar bijdrage aan de restauratie van het Sint-Elisabethbegijnhof in Kortrijk dat op de UNESCO werelderfgoedlijst staat. Vanaf 2000 werd ze betrokken in het project tot aan haar pensioen in 2019.
Een ander groot project van Stoop Architecten was de restauratie (1989-1992) van het Vleeshuis te Oudenaarde dat een beschermd monument is. Het gebouw werd ingericht als stadsbibliotheek en er werd een extra kelder- en zolderverdieping toegevoegd.
Monique Stoop was ook jarenlang actief als docent aan het Hoger Architectuurinstituut Sint-Lucas in Gent. Van 1979 tot 1991 gaf ze het vak Restauratietechnieken aan het departement Architectuur. Als docent benadrukte ze het belang van omgevingsfactoren bij een architectuurproject, waarbij ze een grondige omgevingsstudie noodzakelijk achtte om juiste ontwerpbeslissingen te nemen. Andere stokpaardjes van Monique Stoop waren kennis van structuren en materialen en ook het belang van een diepgaand historisch en bouwkundig onderzoek.

### Tentoonstellingen
In 1988 werd op de tentoonstelling ‘L’Architettura e anche Donna’ het werk van Monique Stoop samen met dat van Marie-José Van Hee en An Wirtz tentoongesteld in boekhandel Copyright in Gent. Deze kaderde in een reeks tentoonstellingen die in de jaren ’80 en ’90 op het eerste verdiep van de boekhandel werden georganiseerd.

## Archief
Het archief van Monique Stoop wordt bewaard in de collectie van het Vlaams Architectuurinstituut.

## Oeuvre (selectie)
- 1977: architectenbureau Monique Stoop, Gent[13]
- 1980: woning Vander Veken, Gent[14]
- 1980: restauratie hoekhuis met trapgevel, Gent[15]
- 1983: woning Van Damme-Petrens, Gent[16]
- 1988-1993: herinrichting van het voormalig Vleeshuis te Oudenaarde tot stadsbibliotheek[17][18]
- 2000-2019: restauratie van het Sint-Elisabeth Begijnhof te Kortrijk in samenwerking met architect Philippe Pauwels[19]

- RKD-Nederlands Instituut voor Kunstgeschiedenis: 353157
- Système universitaire de documentation: 250893371
- Virtual International Authority File: 56161028932123741733